# Плятер, Казимир Константин
Казимир Константин Плятер (1749 — 4 августа 1807) — государственный деятель Великого княжества Литовского, каштелян трокский (1790—1793), последний подканцлер великий литовский (1793—1795), историк и публицист. Староста инфлянтский и динабургский. Королевский камергер и ротмистр народовой кавалерии.

## Биография
Представитель шляхетского рода Плятер герба Плятер. Сын воеводы мстиславского и каштеляна трокского графа Констанция Людвика Плятера (1722—1778) и Августы Огинской, дочери воеводы трокского князя Юзефа Тадеуша Огинского.
В 1773 году получил графский титул. В 1787 году Казимир Константин Плятер был назначен обозным великим литовским, но отказался от этой должности. В 1790—1793 годах — каштелян трокский, в 1793—1795 годах — последний подканцлер великий литовский. Признал новую польскую конституцию, принятую 3 мая 1791 года.
В 1776—1788 и 1793—1794 годах Казимир Константин Плятер был членом Постоянного Совета. Один из активных участников Тарговицкой конфедерации (1792).
В 1793 году на Гродненском сейме Казимир Константин Плятер был назначен польским королём Станиславом Августом Понятовским членом сеймовой депутации переговоров с российским послом Яковом Сиверсом. Был членом Гродненской конфедерации, созданной на сейме для утверждения Второго раздела Речи Посполитой. В 1793 году был назначен членом Эдукационной комиссии Великого княжества Литовского от Тарговицкой конфедерации.
В 1774 году основал в селе на Кальник на Витебщине родовую командорию Мальтийского Ордена.
Казимир Константин Плятер был автором дневника путешествия польского короля Станислава Августа Понятовского в Канев на встречу с российской императрицей Екатериной II Великой в 1787 году и путешествия в Санкт-Петербург в 1792 году.
Член Мальтийского ордена (1775), кавалер Ордена Святого Станислава (1776), Ордена Святого Александра Невского (1787) и Ордена Белого Орла (1791).

## Семья и дети
Граф Казимир Константин Плятер женился на Изабелле Людвике Борх, дочери канцлера великого коронного Яна Анджея фон Борха и Луизы Зиберг. Дети: Людовик, Михаил, Константин, Ян, Казимир, Станислав и Генрих. Из них Михаил Казимирович Плятер женился на Изабелле Елене, последней представительнице баронского рода Зиберг, и получил двойную фамилию Плятер-Зиберг.